# Бешкиль
Бешкиль — река в России, протекает по Тюменской области. Устье реки находится в 87 км по левому берегу реки Исеть. Длина реки составляет 54 км, площадь водосборного бассейна 345 км².

## Данные водного реестра
По данным государственного водного реестра России относится к Иртышскому бассейновому округу, водохозяйственный участок реки — Исеть от впадения реки Теча и до устья, без реки Миасс, речной подбассейн реки — Тобол. Речной бассейн реки — Иртыш.
Код объекта в государственном водном реестре — 14010501112111200004030.

## Бешкильская слобода
Бешкильская слобода находилась на левом берегу реки Исети у устья реки Бешкиль, по названию которой и названа была. Построена в 7176 году. Имелась церковь Николая Чудотворца. Насчитывала вместе с приписанными деревнями 461 мужских душ. При слободе имелось месторождение белой глины.